# Marc Aurel Stein
Marc Aurel Stein (Pest, 26 de noviembre de 1862 - Kabul, 26 de octubre de 1943) fue un arqueólogo, geógrafo, etnógrafo, lingüista y sinólogo británico de origen austrohúngaro. Explorador del Asia Central. Tomó parte en tres expediciones arqueológicas exitosas y una fallida al Turquestán.
Su mayor descubrimiento fue el inapreciable tesoro arqueológico de las llamadas Cuevas de los Diez Mil Budas.